# هایدبرگ-ملفرود
هایدبرگ-ملفرود (به آلمانی: Heidberg-Melverode) یک منطقهٔ مسکونی در آلمان است که در براونشوایگ واقع شده‌است. هایدبرگ-ملفرود ۱۱٬۳۸۶ نفر جمعیت دارد.